# Обижа
Обижа — деревня в Псковском районе Псковской области России. Входит в состав Писковичской волости.
Деревня расположена на реке Абижа, в 11 км северо-западнее города Пскова и в 3 км севернее волостного центра, деревни Писковичи.
| 2001 | 2002 | 2010 | 2012 |
| ---- | ---- | ---- | ---- |
| 86   | ↘79  | ↘59  | ↘56  |